# Wright (cráter)

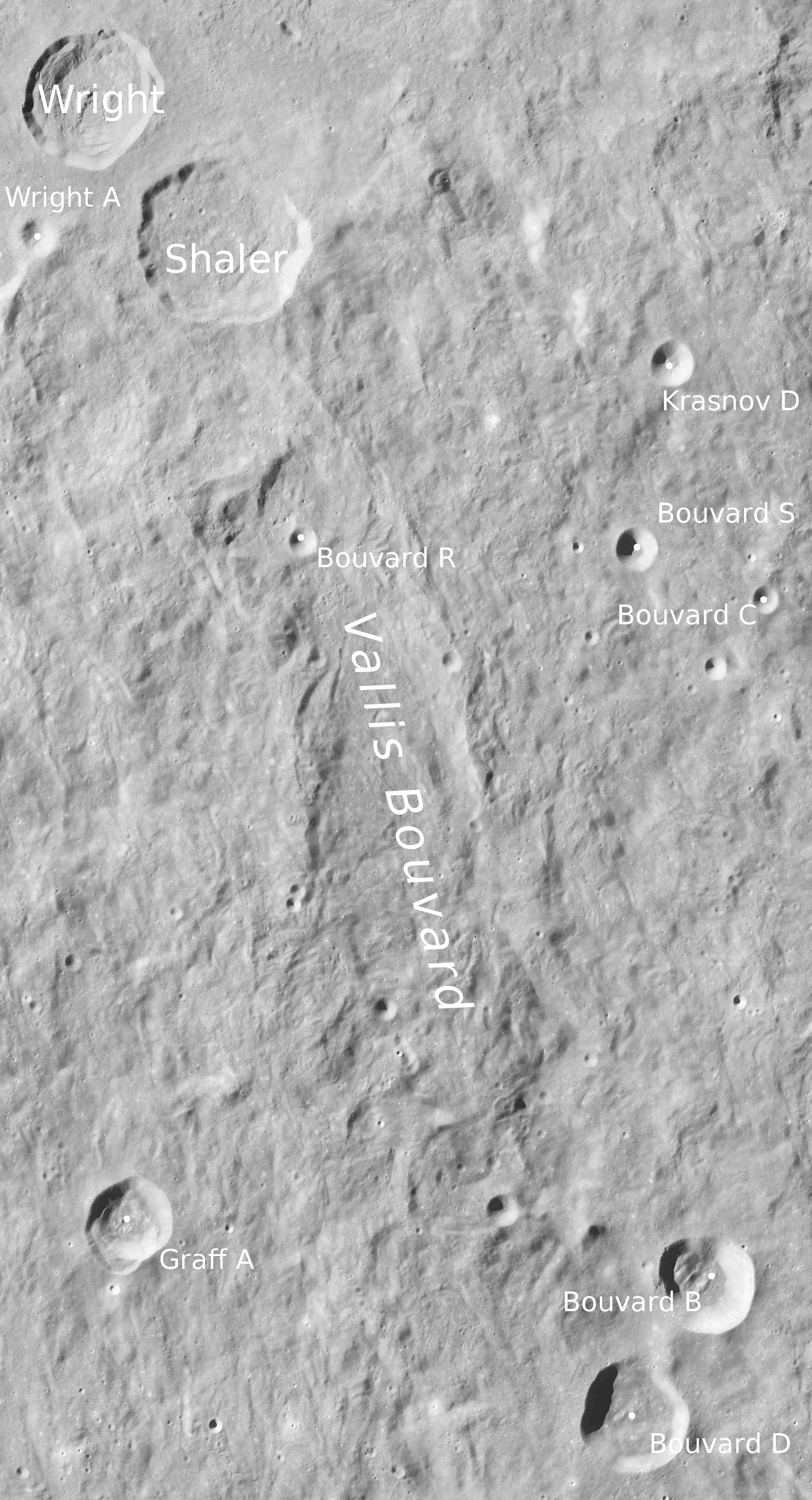
Entorno de Wright. Fotografía de la misión Lunar Reconnaissance Orbiter

Wright es un cráter de impacto que se encuentra cerca del límite visible occidental de la Luna, en la llanura irregular ubicada entre los Montes Cordillera y los Montes Rook, dos formaciones montañosas en forma de anillo que rodean el Mare Orientale. Justo al sureste se halla el cráter ligeramente más grande Shaler. Al norte de Wright aparece el cráter Pettit.
|  |

El borde exterior de Wright es algo irregular, con una protuberancia hacia el exterior en el lado noreste. El borde tiene un perfil afilado, con desplomes en la pared interior que han formado taludes aterrazados. El suelo interior es de superficie irregular, particularmente en la mitad oriental. El cráter satélite Wright A yace a medio diámetro al sur-suroeste, en el límite de los Montes Cordillera.
Debido a la ubicación de este cráter, se ve casi lateralmente desde la Tierra, lo que limita el detalle que se puede apreciar. Además, este cráter a veces puede quedar escondido a la vista debido a la libración de la Luna en su órbita.

## Cráteres satélite
Por convención estos elementos son identificados en los mapas lunares poniendo la letra en el lado del punto medio del cráter que está más cerca de Wright.
|        | \| Wright \| Coordenadas \| Diámetro \| \| ------ \| ------------------------------ \| -------- \| \| A \| 32°48′S 87°12′O / -32.8, -87.2 \| 11 km \| |          |
| Wright | Coordenadas | Diámetro |
| A      | 32°48′S 87°12′O / -32.8, -87.2 | 11 km    |